# 朱新塗
朱新（16世纪—1582年），明朝河中镇国将军，明朝河中恭靖王朱知炬的庶长子。
嘉靖二十九年（1550年），封鎮國將軍。萬曆十年（1582年），朱新塗去世。
万历十九年（1591年），朱知炬去世。万历二十二年（1594年），朱新塗的儿子辅国将军朱慎鑌袭封河中王。朱新塗是否被追封为河中王，待考。